# Mesobatrachia
Mesobatrachia es un suborden de Anura.
Mesobatrachia es un grupo nuevo, recién identificado en 1993.